# Joy Mangano
Joy Mangano (New York, 15 febbraio 1956) è un'inventrice e imprenditrice statunitense, nota principalmente per l'invenzione del mocio auto-strizzante Miracle Mop.
È stata presidente dell'azienda Ingenious Designs ed è stata spesso ospite sul canale televisivo statunitense di shopping HSN fino dalla sua partenza alla fine del 2018. Mangano è fondatrice e CEO di Clean Boss, un'azienda che sviluppa e vende prodotti per la pulizia. Nel 2017 ha pubblicato la sua autobiografia, Inventing Joy. Il film Joy, del 2015, si basa vagamente sulla sua vita. Nel 2022 ha debuttato un musical teatrale ispirato alla sua vita, anch'esso intitolato Joy. Nel 2021 ha presentato in anteprima su USA Network un reality show per aspiranti imprenditori intitolato America's Big Deal.

## Biografia
Nata a Brooklyn, è cresciuta a Huntington, New York, in una famiglia di origine italo-americana. Mangano da sempre sviluppa la sua inventiva ed il suo spirito di osservazione; da ragazzina Joy era una volontaria presso il centro di cura per animali del suo quartiere, lì nota l'incredibile numero di incidenti stradali che di notte coinvolgono cani e gatti, pensa allora a un oggetto che possa ridurre questo rischio ed inventa un collare che si illumina al buio. Questa invenzione rimane un progetto senza futuro, ma dimostra l'attitudine a creare che l'imprenditrice ha sempre coltivato.  Circa un anno dopo una società brevettò e mise in commercio un prodotto molto simile a quello progettato da Mangano.
Dopo essersi laureata in economia aziendale alla Pace University di New York nel 1978, Mangano svolge diversi lavori, tra cui cameriera e responsabile delle prenotazioni aeree. 
Proprio durante gli anni universitari conosce Anthony Miranne, di cui si innamora perdutamente e che sposa poco dopo l'inizio della relazione, la coppia ha tre figli nel giro di poco tempo, ma il divorzio arriva nel 1989. Mangano rimane così una madre sola, che per sbarcare il lunario continua a svolgere mansioni di ogni tipo. Ben presto però Joy decide di lasciare il lavoro per dedicarsi alla cura dei propri figli e diventa una casalinga, occupandosi soprattutto delle pulizie e cercando di guadagnare qualcosa con lavori saltuari per lo più nei weekend. 
Per le sue creazioni è stata riconosciuta inventrice di 71 gruppi di brevetti e 126 pubblicazioni di brevetti registrati.

### L'invenzione geniale: il Miracle Mop
«C’erano molte ragioni per cui avrei dovuto restarmene a letto e dire: “Non so come pagherò quella bolletta”, ma ho tirato fuori l’istinto di sopravvivenza e devo dire che ha molto a che fare con l’essere madre. Lavoravo come cameriera, svolgevo altri mestieri per avere un’entrata in più e al tempo stesso stavo sviluppando il Miracle Mop».

Joy Mangano in un'intervista alla BBC
Nel 1990 è proprio il suo nuovo stile di vita a farle venire un'idea geniale. Mangano sviluppa la sua prima invenzione: il "Miracle Mop", uno spazzolone di plastica auto-arrotolante con una testa costituita da un anello continuo di 90 metri di cotone che può essere facilmente strizzato senza bagnare le mani dell'utilizzatore. Con i propri risparmi e gli investimenti di parenti e amici, realizzò un prototipo e ne produsse 1.000 unità. Inizialmente l'imprenditrice si occupava anche della produzione, era lei stessa ad intrecciare gli oltre 300 fili di cotone che servivano per la pulizia, e costruiva i modelli nel negozio del padre. Poi si occupava personalmente della vendita, prima come porta a porta e poi sviluppando una piccola rete commerciale con i negozi della zona, partecipando alle fiere locali di Long Island.
All'inizio le vendite furono modeste, ma piano piano il prodotto ebbe un discreto successo locale, tanto che QVC le permise di andare in onda. Inizialmente a pubblicizzare il prodotto non era la stessa Joy ma altri attori, che non conoscendo il prodotto si limitavano a mostrarlo senza però essere in grado di illustrarne i vantaggi, le vendite furono scarse. L'emittente però permise a Joy di curare lei stessa le dimostrazioni e già dalla prima volta in onda fu un successo: il miracle mop di Joy Mangano vendette 18.000 pezzi in meno di mezz'ora.
Il Miracle Mop, così come la sua inventrice, diventano una presenza iconica nella società americana, sicuramente anche grazie a star del calibro di Oprah Winfrey e Serena Williams che consigliano i prodotti della Mangano o ne diventano testimonial.
Mangano registrò la sua attività come Arma Products, rinominandola poi Ingenious Designs. Nel 1999 ha venduto Ingenious Designs a USA Networks, la società madre di HSN. Nel 2000, l'azienda vendeva Miracle Mops per un valore di 10 milioni di dollari all'anno.
Dopo il Miracle Mop la Mangano ha inventato diversi oggetti, al momento sarebbe proprietaria di oltre 100 brevetti tra cui diversi prodotti best seller come ad esempio le grucce Huggable Hungers. Mangano continua a vendere i suoi prodotti in TV e anche su internet tramite il canale HSN (Home Shopping Network), un canale di televendite digitale quotato alla borsa di New York.
Nel 2009 ha esteso il suo business alla ristorazione aprendo un ristorante a Huntington: il Porto Vivo.

## Nella cultura di massa
Un personaggio basato su Joy Mangano è interpretato da Jennifer Lawrence nel film Joy del 2015, diretto da David O. Russell, con la Mangano accreditata come produttore esecutivo. Il film è uscito il giorno di Natale del 2015.
Nel 2018 è stato annunciato che una produzione musicale raffigurante la storia della sua vita è in fase di sviluppo da parte del produttore - vincitore di un Tony - Ken Davenport, che ha acquisito i diritti del musical e ha intenzione di portarlo sul palco.
Ancora prima del film a lei dedicato, Joy Mangano è un personaggio particolarmente noto nella cultura statunitense, grazie alle sue televendite ma anche grazie alla sua presenza televisiva in diversi programmi, ad esempio nel 2005 è stata giudice del programma tv statunitense Made in the USA.